# Claude Nicollier
Claude Nicollier (Vevey, 2 de setembro de 1944) foi o primeiro astronauta suíço e um veterano de quatro missões no espaço em ônibus espaciais.
Formado em Física pela Universidade de Genebra e com doutorado em Astrofísica pela Universidade de Lausanne, Nicollier tem em seu currículo de piloto a formação como piloto militar pela Força Aérea da Suíça desde 1966, piloto comercial da Swissair nos anos 1970 e piloto de testes no Reino Unido em 1988.
Ainda nos anos 1970, trabalhou na Agência Espacial Europeia nos Países Baixos, como cientista de pesquisa em astronomia através de raios infravermelhos, sendo convidado a integrar o primeiro grupo de astronautas europeus-ocidentais em 1978. Através de um acordo entra a ESA e a NASA juntar-se-ia aos astronautas selecionados pela agência norte-americana em maio de 1980, iniciando treino como especialista de missão.
Como astronauta-líder da Agência Espacial Europeia nos Estados Unidos durante os anos 1980, Nicollier participou de quatro missões dos ônibus espaciais durante os anos 1990, uma em cada um das naves, totalizando mais de mil horas no espaço, incluindo oito horas e dez minutos em Atividades extra-veiculares.
Nicollier foi ao espaço nas missões STS-46 Atlantis, em 1992; STS-61 Endeavour, em 1993; STS-75 Columbia, em 1996 e STS-103 Discovery, em 1999.
Desde 2007 trabalha como professor de tecnologia espacial na Escola Politécnica Federal de Lausana.